# Azuelo

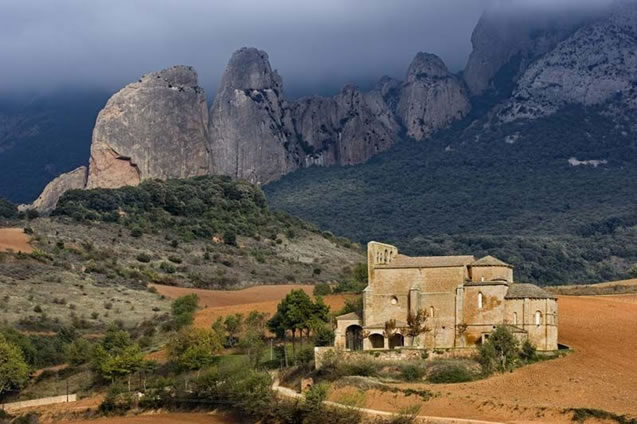
Monasterio de Azuelo

Azuelo es una villa y municipio de la Comunidad Foral de Navarra, situado en la comarca de Estella Occidental, en la merindad de Estella y a 73 km de la capital de la comunidad, Pamplona. Su población en 2022 fue de 26 habitantes (INE).

## Símbolos
El escudo de armas de la villa Azuelo tiene el siguiente blasón:

Trae de azur y una faja de gules fileteada de oro. En jefe, dos corazones de oro y en punta una estrella de ocho puntas del mismo metal. Brodura de gules cargada de ocho sotueres de oro.
 

## Geografía
La villa de Azuelo está situada en la parte occidental de la Comunidad Foral de Navarra dentro de la dentro de la región geográfica de la Zona Media de Navarra o Navarra Media y la comarca geográfica de Tierra Estella a una altitud de 614 m s. n. m.
Su término municipal tiene una superficie de 10,50 km² y limita al norte con el municipio de Santa Cruz de Campezo en la provincia de Álava y la comunidad autónoma del País Vasco, al este con el de Torralba del Río, al sur con los de Bargota y Aras y al oeste con el de Aguilar de Codés.

## Demografía
Azuelo cuenta con una población de 33 habitantes (INE 2024).
| Gráfica de evolución demográfica de Azuelo entre 1842 y 2021                                                        |
| |
| Población de derecho según los censos de población del INE Población de hecho según los censos de población del INE |